# Olympische Sommerspiele 1924/Leichtathletik – 10.000 m Gehen (Männer)
Das 10.000-Meter-Gehen der Männer bei den Olympischen Spielen 1924 in Paris wurde am 9., 11. und 13. Juli 1924 im Stade de Colombes ausgetragen. 23 Athleten nahmen teil. Es war der einzige Gehwettbewerb in Paris. Die Distanz über 10.000 Meter wurde erst wieder in London 1948 ausgetragen.
Es gewann der italienische Olympiasieger von 1920 Ugo Frigerio. Silber ging an den Briten Gordon Goodwin. Der Südafrikaner Cecil McMaster gewann die Bronzemedaille.
Eine Besonderheit bestand darin, dass die Stadionrunde im Stade de Colombes eine Länge von 500 Metern hatte.

## Bestehende Rekorde
| Weltrekord         | 45:26,4 min | Gunnar Rasmussen ( Dänemark) | Kopenhagen Dänemark   | 18. August 1918 |
| Olympischer Rekord | 45:28,4 min | George Goulding ( Kanada)    | OS Stockholm Schweden | 11. Juli 1912   |

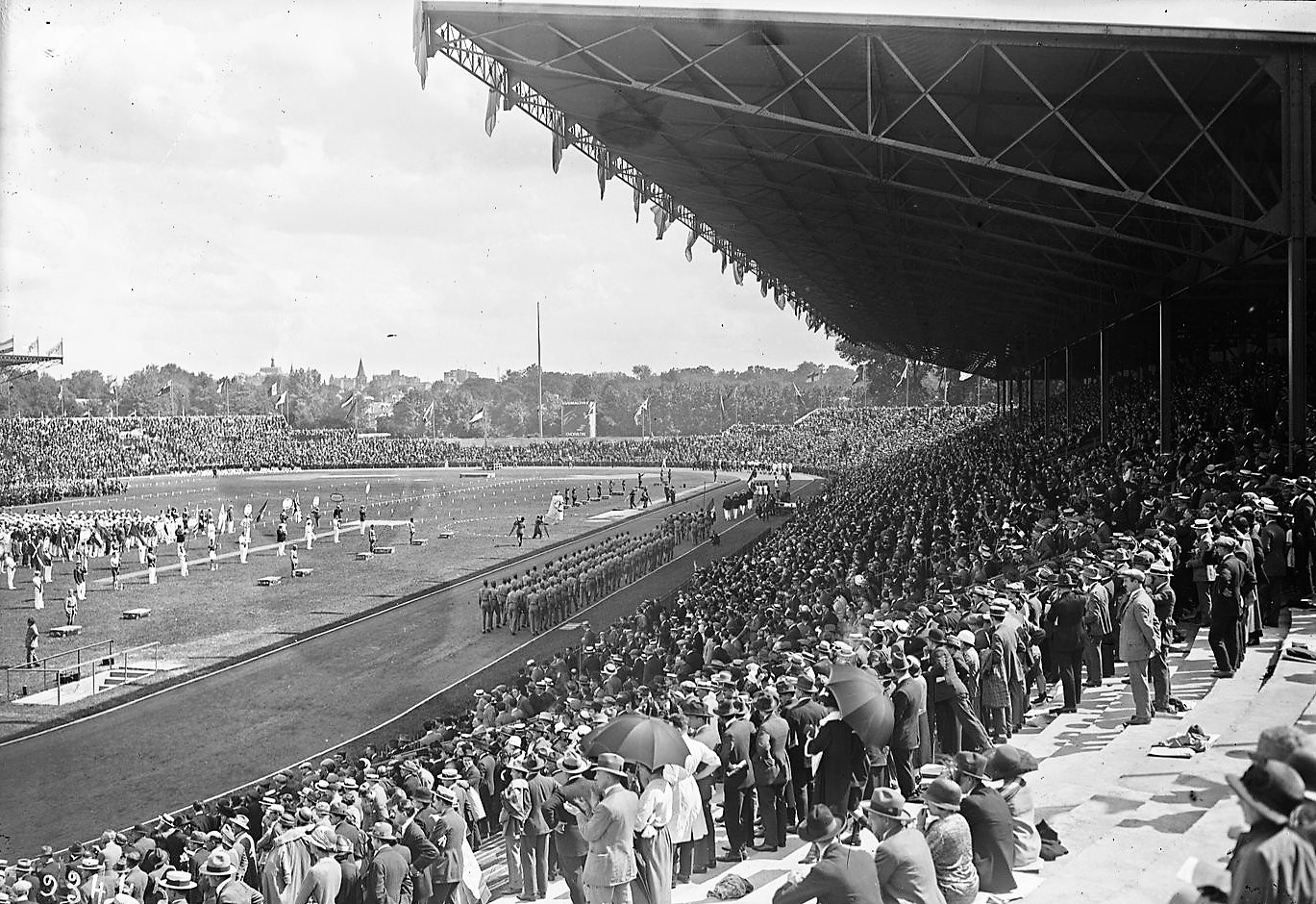
Das Olympiastadion während der Eröffnungszeremonie

Der bestehende olympische Rekord wurde hier nicht erreicht. Im Finale, dem schnellsten Wettbewerb, verfehlte der italienische Olympiasieger Ugo Frigerio diese Zeit um 2:20,6 min.

## Durchführung des Wettbewerbs
Die Geher absolvierten zwei Vorrunden, wobei eine am 9. und die andere am 11. Juli gestartet wurde. Die fünf besten Geher jeder Vorrunde – hellblau unterlegt – qualifizierten sich für das Finale, das am 13. Juli stattfand.

## Qualifikation
Es sind nicht alle Zeiten überliefert.

### Vorrunde 1
Datum: 9. Juli 1924
| Platz | Name               | Nation             | Zeit        | Anmerkung |
| ----- | ------------------ | ------------------ | ----------- | --------- |
| 1     | Gordon Goodwin     | Großbritannien     | 49:04,0 min |           |
| 2     | Donato Pavesi      | Königreich Italien | 49:09,0 min |           |
| 3     | Harry Hinkel       | USA                | k. A.       |           |
| 4     | Luigi Bosatra      | Königreich Italien | k. A.       |           |
| 5     | Henri Clermont     | Frankreich         | k. A.       |           |
| 6     | Henk Keemink       | Niederlande        | k. A.       |           |
| DSQ   | Daniel Eslava      | Mexiko             |             |           |
| DSQ   | Eversleigh Freeman | Kanada             |             |           |
| DSQ   | Ernie Austen       | Australien         |             |           |
| DSQ   | Arvīds Ķibilds     | Lettland           |             |           |
| DSQ   | Rudolf Kühnel      | Österreich         |             |           |
| DSQ   | Alfrēds Ruks       | Lettland           |             |           |

### Vorrunde 2
Datum: 11. Juli 1924
| Platz | Name                  | Nation                | Zeit        | Anmerkung |
| ----- | --------------------- | --------------------- | ----------- | --------- |
| 1     | Ugo Frigerio          | Königreich Italien    | 49:15,6 min |           |
| 2     | Cecil McMaster        | Südafrikanische Union | k. A.       |           |
| 3     | Arthur Tell Schwab    | Schweiz               | k. A.       |           |
| 4     | Armando Valente       | Königreich Italien    | k. A.       |           |
| 5     | Ernest Clark          | Großbritannien        | k. A.       |           |
| 6     | François Decrombecque | Frankreich            | k. A.       |           |
| DSQ   | Mihály Fekete         | Ungarn                |             |           |
| DSQ   | Charles Foster        | USA                   |             |           |
| DSQ   | Philip Granville      | Kanada                |             |           |
| DSQ   | Alfrēds Kalniņš       | Lettland              |             |           |
| DSQ   | Rudolf Kühnel         | Österreich            |             |           |
| DSQ   | Gordon Watts          | Großbritannien        |             |           |

Dem Protest des Österreichers Rudolf Kühnel gegen seine Disqualifikation im ersten Vorrundenwettbewerb wurde stattgegeben. Kühnel durfte es dann im zweiten Rennen noch einmal versuchen, wurde dort aber ebenso disqualifiziert.

## Finale
Datum: 13. Juli 1924
| Platz | Name               | Nation                | Zeit        | Anmerkung |
| ----- | ------------------ | --------------------- | ----------- | --------- |
| 1     | Ugo Frigerio       | Königreich Italien    | 47:49,0 min |           |
| 2     | Gordon Goodwin     | Großbritannien        | 48:37,9 min |           |
| 3     | Cecil McMaster     | Südafrikanische Union | 49:08,0 min |           |
| 4     | Donato Pavesi      | Königreich Italien    | 49:17,0 min |           |
| 5     | Arthur Tell Schwab | Schweiz               | 49:50,0 min |           |
| 6     | Ernest Clark       | Großbritannien        | 49:59,2 min |           |
| 7     | Armando Valente    | Königreich Italien    | 50:07,0 min |           |
| 8     | Luigi Bosatra      | Königreich Italien    | 50:09,0 min |           |
| 9     | Harry Hinkel       | USA                   | 50:16,8 min |           |
| 10    | Henri Clermont     | Frankreich            | 51:41,6 min |           |

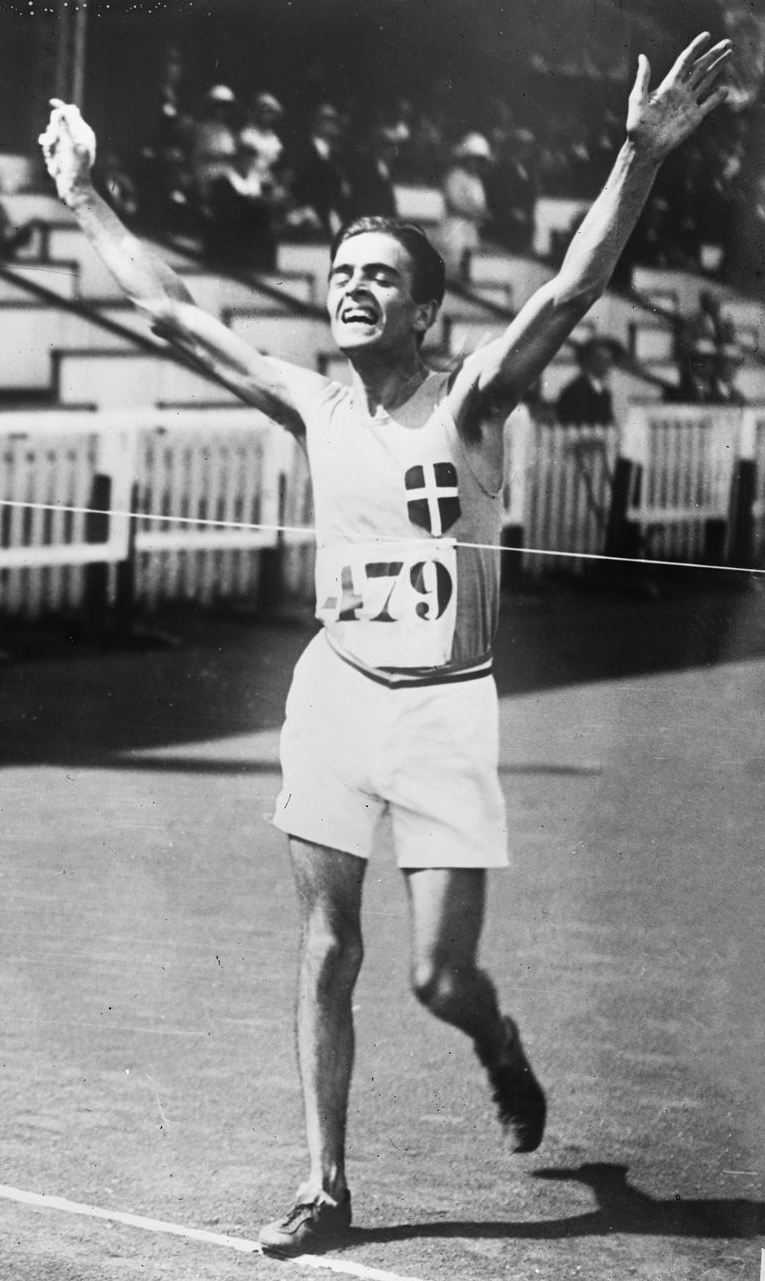
Olympiasieger Ugo Frigerio

Für die Geher gab es diesmal nur einen Wettbewerb. Auch hier in Paris wurde der Wettkampf wieder auf der Bahn ausgetragen. Und wieder war Ugo Frigerio der herausragende Athlet des Teilnehmerfeldes. Er gewann die Goldmedaille mit mehr als fünfzig Sekunden Vorsprung vor Gordon Goodwin und Cecil McMaster. George Gouldings olympischer Rekord blieb allerdings unangetastet. Der Kanadier war 1912 mehr als 2:20 Minuten schneller unterwegs gewesen. Vier Jahre nach den Spielen von Paris wurde das Gehen vorübergehend ganz aus dem olympischen Programm genommen, bevor es 1932 wieder einen Wettkampf gab, der in Los Angeles über die Distanz von fünfzig Kilometern ausgetragen wurde. Ugo Frigerio war dort wieder dabei und gewann die Bronzemedaille.
Cecil McMaster errang hier in Paris die erste südafrikanische Medaille im olympischen Gehen.